# Habronattus zebraneus
Habronattus zebraneus är en spindelart som beskrevs av Pickard-Cambridge F. 1901. Habronattus zebraneus ingår i släktet Habronattus och familjen hoppspindlar. Inga underarter finns listade i Catalogue of Life.